# Stenocarpidiopsis
Stenocarpidiopsis là một chi rêu trong họ Brachytheciaceae.